# COMDEX
COMDEX（COMputer Dealers EXhibition 计算机经销商展览会的缩写）是 1979 年至 2003 年每年 11 月在美国内华达州拉斯维加斯山谷举行的计算机博览会。它是世界上最大的计算机贸易展之一，仅次于德国的 CeBIT，也是所有行业领域中最大的贸易展之一。COMDEX 展览会从 1982 年到 2005 年在许多国家举行，共举办了 185 场展览。第一届 COMDEX 于 1979 年在米高梅大酒店（现为 Horseshoe）举行，共有 167 家参展商和 3904 名与会者。

## 历史

### 主办商

#### Interface Group
COMDEX是由 Interface Group 创办，其组织者包括谢尔登·阿德尔森(Sheldon Adelson)和 Richard Katzeff。1995 年，他们将该展会出售给日本科技集团软银公司。2001 年，软银将该展会出售给Ziff Davis的子公司Key3Media。2003年2月，Key3Media根据11章而进入破产程序后，以 Medialive International的名义重新出现，并获得了TWP集团的现金注入，该公司之前曾投资过该公司。2006年11月，《福布斯》杂志报道称，United Business Media PLC 已收购了 MediaLive International Inc. 的活动资产。UBM收购MII

#### 参展情况
COMDEX最初的参与人员主要是与计算机行业有关的人士，诸如设备、软件、硬件的制造商、开发商及销售商，主要是这些厂商的沟通交流平台，COMDEX在当时被称为极客周（GeekWeek），从而渐渐成为了一场非常重要的技术交流大会，会有许多厂商在此发布新的产品与技术。同时通过COMDEX这个平台也使全球各地的许多公司崭露头角，而行业的领军人物和领导者们都在此寻求机会以发表主题演讲，他们时常讨论计算机行业的历史、趋势及未来。比尔盖茨在1982年参加了这场会议并观看了VisiCorp的Visi On演示，这是一款用于IBM-PC兼容的GUI软件，不久后Windows 1.0便开始了开发进程，在1999年 林纳斯·托瓦兹（Linus Torvalds）参加了展会，讨论了关于Linux操作系统的相关问题。
随着COMDEX向公众开放，随之而来的便是人数的爆炸式增长，这带来的便是对专业领域的变化 有许多制造商和经销商认为 之前COMDEX致力于B2B的方式，而转变为B2C后，他们无法再通过这里来展示前沿科技给前沿客人，反而是以低价销售的方式来吸引客户，这并不是他们想要的。然而这种改变正体现出互联网环境的巨大转型，代表着以个人用户所主导的全新受众以及从大型机到分散计算机集群的转变。

#### 拉斯维加斯外的COMDEX
继1981年春天在纽约市和1982年在大西洋城举行的展览之后，COMDEX从1983年至1988年开始定期在佐治亚州亚特兰大举办春季展览。然后在亚特兰大和芝加哥之间交替使用。最后一届亚特兰大春季COMDEX于1997年举行，上一届春季COMDEX原计划于2003年4月在芝加哥举行，但被取消了。
1982 年，美国本土以外的第一届COMDEX展会在阿姆斯特丹举行。在创纪录的1998年和2000年，每年在世界各地安排了21个展览：欧洲，亚洲，非洲，澳大利亚和美洲其他地区。在185场演出中，有69%在美国以外举行。随着美国本土的COMDEX展览的落幕，海外展览也在很短的时间里结束了他们的历程，例如2004年的哥德堡和圣保罗，以及2005年11月在雅典的最后一次展览。下降发生在全球范围内：2000年在巴塞尔举行的1400家参展商吸引了79000名与会者，但2001年减少了17%。

#### 21世纪与终结
从2000年开始，IBM、苹果、康柏（现已和惠普合并）等多家科技巨头纷纷决定停止参加COMDEX，以便降低成本开支并发展自己的销售渠道（诸如苹果商店等），由于911事件及互联网经济泡沫破裂导致整个IT行业的市场进入了一段时间的低谷期，许多潜在的参展商停止或缩减了COMDEX展位，从而又能够将精力集中于B2B的模式，而不再在展会上专注于普通公众。在2003年11月举办的美国本土最后一届COMDEX展览会上，仅有500多家参展商和4万名参观者，这与鼎盛时期的COMDEX相差甚远。
2004 年 6 月，COMDEX宣布取消2004年在拉斯维加斯举行的展览会， 实际上拉斯维加斯的消费电子展便成为其替代品。到2004年，个人电脑已经成为一种商品，不再是一个昂贵的产品，不再是普通公众高不可攀的观赏品，因此“计算机”成为了消费电子频道和消费电子展中的众多产品之一。

## CONDEX线上活动
COMDEX virtual是一场线上的展览会，并没有实际的线下场所，首场COMDEX virtual计划于2010年11月16至17日在COMDEX官网上举行。Everything Channel和姊妹公司UBM工作室于2010年11月向全球IT渠道社区举办了这一盛世。在两天的时间里，近5000人参加了此次活动，使COMDEXvirtual成为IT行业最大的独立虚拟贸易展。议程上有100多名演讲者和近50场会议。除了教育课程外，还有一个展览馆，有近30家参展商，包括IBM、英特尔、微软、赛门铁克等在内的众多企业。